# Чемпіонат світу з художньої гімнастики 1992
Чемпіонат світу з художньої гімнастики 1992 пройшов з 20 по 22 листопада в місті Брюссель, Бельгія. У цьому чемпіонаті світу вперше колишні республіки СРСР виступали окремими командами з власними прапорами.

## Медалісти
| Дисципліна         | Золото                  | Срібло               | Бронза                                |
| Особиста першість  | Особиста першість       | Особиста першість    | Особиста першість                     |
| ------------------ | ----------------------- | -------------------- | ------------------------------------- |
| Абсолютна першість | Оксана Костіна (RUS)    | Марія Петрова (BUL)  | Лариса Лук'яненко (BLR)               |
| Вправа з м'ячем    | Оксана Костіна (RUS)    | Кармен Аседо (ESP)   | Марія Петрова (BUL)                   |
| Вправа з обручем   | Лариса Лук'яненко (BLR) | Оксана Костіна (RUS) | Марія Петрова (BUL)                   |
| Вправа з булавами  | Оксана Костіна (RUS)    | Марія Петрова (BUL)  | Кармен Аседо (ESP) Діана Попова (BUL) |
| Вправа з скакалкою | Лариса Лук'яненко (BLR) | Оксана Костіна (RUS) | Ірина Деляну (ROM)                    |

## Медалісти (групові вправи)
| Дисципліна           | Золото         | Срібло         | Бронза         |
| Групові вправи       | Групові вправи | Групові вправи | Групові вправи |
| -------------------- | -------------- | -------------- | -------------- |
| Групова першість     | Росія          | Іспанія        | Північна Корея |
| 6 стрічок            | Росія          | Італія         | Іспанія        |
| 3 скакалки + 3 м'ячі | Росія          | Україна        | Італія         |

Склад збірної України: Катерина Серебрянська, Олена Вітриченко, Вікторія Яні, Тетяна Ризова, Ірина Камлик, Ілона Плечун, Євгенія Кірнарська.

## Медальний залік
| Місце               | Країна              | Золото | Срібло | Бронза | Загалом |
| ------------------- | ------------------- | ------ | ------ | ------ | ------- |
| 1                   | Росія               | 6      | 2      | 0      | 8       |
| 2                   | Білорусь            | 2      | 0      | 1      | 3       |
| 3                   | Іспанія             | 0      | 2      | 3      | 5       |
| 3                   | Болгарія            | 0      | 2      | 3      | 5       |
| 5                   | Італія              | 0      | 1      | 1      | 2       |
| 6                   | Україна             | 0      | 1      | 0      | 1       |
| 7                   | Північна Корея      | 0      | 0      | 1      | 1       |
| 7                   | Румунія             | 0      | 0      | 1      | 1       |
| Загалом (8 збірних) | Загалом (8 збірних) | 8      | 8      | 10     | 26      |